# Magusto

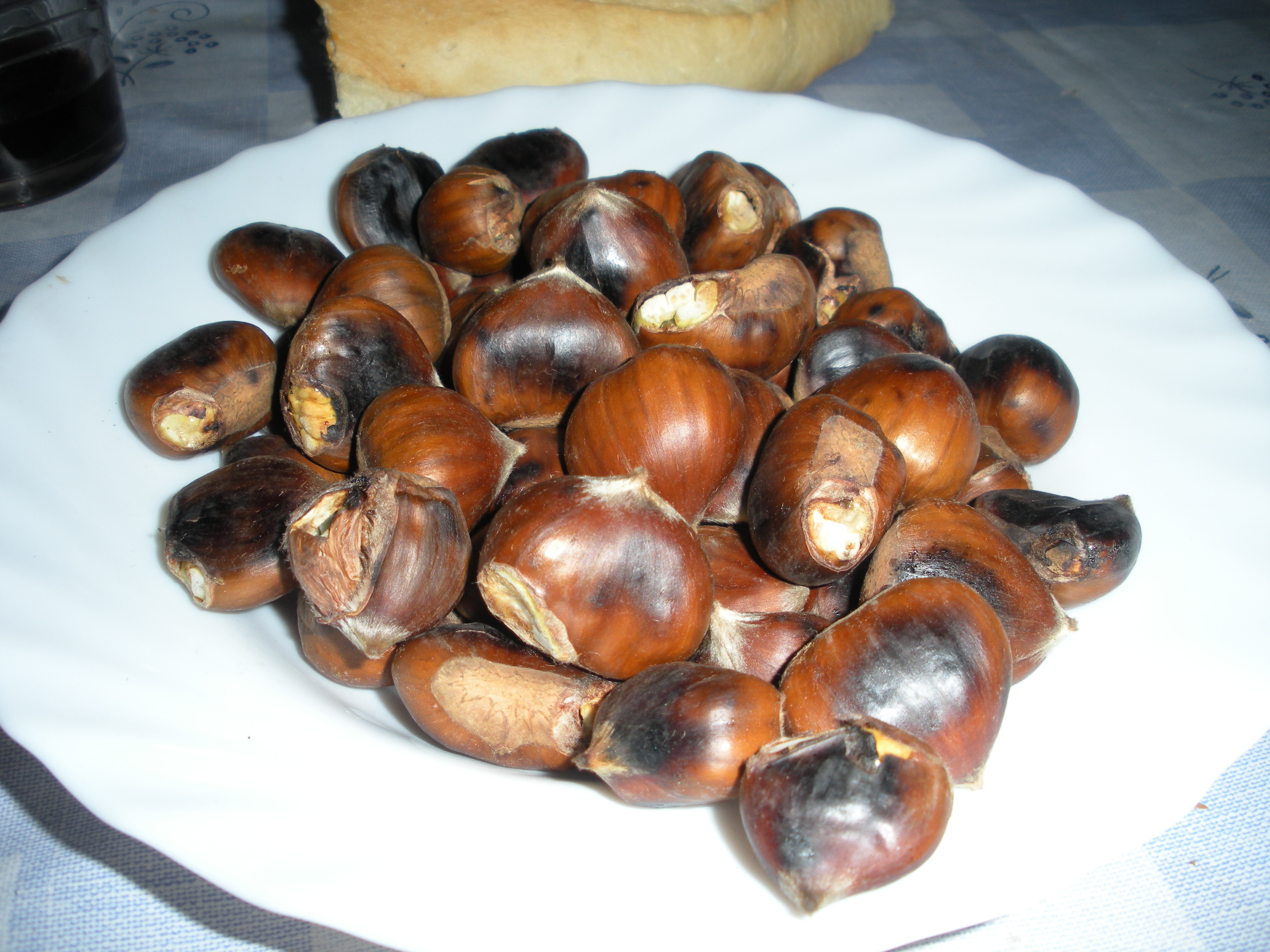
Castanhas assadas, o elemento central do magusto.

O Magusto ou Magosta é uma festa popular, cujas formas de celebração divergem um pouco consoante as tradições regionais. Grupos de amigos e famílias juntam-se à volta da fogueira onde se assam castanhas ou bolotas, sardinha assada, chouriço, broa para comer, bebe-se a jeropiga, água-pé ou vinho novo, fazem-se brincadeiras, as pessoas enfarruscam-se com as cinzas, cantam-se cantigas. O Magusto tem origens que remontam aos tempos pagãos dos povos Celtas da antiga Gallaecia (Portugal e Galiza atuais) pré-Romana. Existem muitos paralelos com o festival gaélico do Samhain Hoje em dia, o magusto realiza-se em datas festivas: no dia de São Simão, no dia de Todos-os-Santos,  ou no dia de São Martinho. Inúmeras celebrações ocorrem não só por Portugal inteiro mas também na Galiza (onde se chama magosto, em galego), no Val de Xálima (onde é chamado Magostu e Borralhás, em xalimés) e nas Astúrias (magüestu).
Na Aldeia Viçosa o "Magusto da Velha" é uma tradição local.
O etnógrafo português Leite de Vasconcelos considerava o magusto como o vestígio de um antigo sacrifício em honra dos mortos e refere que em Barqueiros era tradição preparar, à meia-noite, uma mesa com castanhas para os mortos da família irem comer; ninguém mais tocava nas castanhas porque se dizia que estavam “babadas dos defuntos”.
A celebração do magusto está associada a uma lenda, a qual dizia que um soldado romano de nome Martinho de Tours (mais tarde conhecido como São Martinho), ao passar a cavalo por um mendigo quase nu, como não tinha nada para lhe dar, cortou a sua capa ao meio com a espada; era um dia chuvoso, e diz-se que neste preciso momento, parou de chover, daí derivando a expressão popular: "Verão de São Martinho".